# Сливово (Приштина)
Сливово (алб. Slivovë) је насељено место у граду Приштини, на Косову и Метохији. Према попису из 2024. у насељу је живело 256 становника.

## Становништво
Према попису из 2011. године, Сливово има следећи етнички састав становништва:
| Националност | 2011.        |
| Албанци      | 229 (89,11%) |
| Срби         | 28 (10,89%)  |
| Укупно       | 257          |

| Демографија | Демографија | Демографија |
| Година      | Становника  | Становника  |
| ----------- | ----------- | ----------- |
| 1948.       | 317         |             |
| 1953.       | 359         |             |
| 1961.       | 354         |             |
| 1971.       | 436         |             |
| 1981.       | 461         |             |
| 1991.       | 502         |             |
| 2011.       | 257         |             |